# Пьеркур (Верхняя Сона)
Пьерку́р (фр. Pierrecourt) — коммуна во Франции, находится в регионе Франш-Конте. Департамент — Верхняя Сона. Входит в состав кантона Шамплит. Округ коммуны — Везуль.
Код INSEE коммуны — 70409.

## География

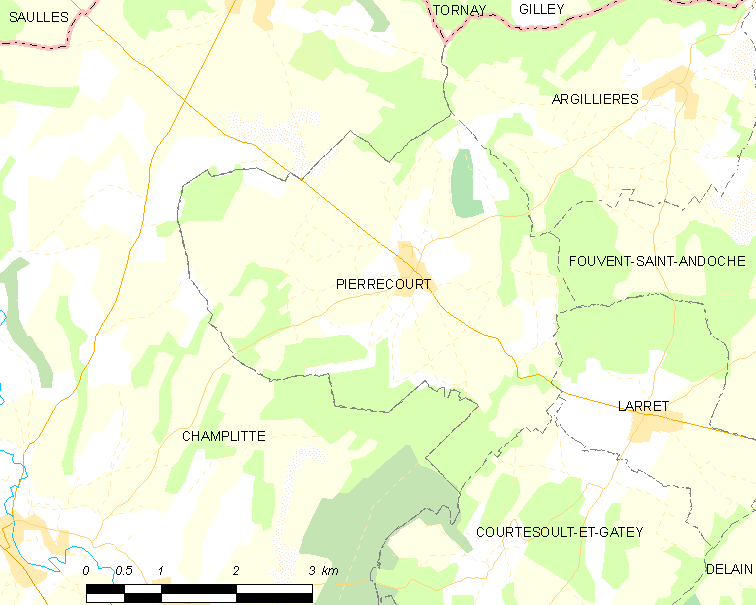
Карта коммуны

Коммуна расположена приблизительно в 280 км к юго-востоку от Парижа, в 60 км северо-западнее Безансона, в 45 км к западу от Везуля.

## Население
Население коммуны на 2010 год составляло 121 человек.
| 1962 | 1968 | 1975 | 1982 | 1990 | 1999 | 2010 |
| ---- | ---- | ---- | ---- | ---- | ---- | ---- |
| 194  | 171  | 149  | 145  | 141  | 134  | 121  |

## Экономика
В 2010 году среди 74 человек трудоспособного возраста (15—64 лет) 55 были экономически активными, 19 — неактивными (показатель активности — 74,3 %, в 1999 году было 70,7 %). Из 55 активных жителей работали 54 человека (29 мужчин и 25 женщин), безработной была 1 женщина. Среди 19 неактивных 2 человека были учениками или студентами, 11 — пенсионерами, 6 были неактивными по другим причинам.

## Достопримечательности
- Бывшее командорство Св. Антония в деревушке Омоньер. Исторический памятник с 1993 года[3]